# Mirolubowo
Mirolubowo (bułg. Миролюбово) – wieś we wschodniej Bułgarii, w obwodzie Burgas, w gminie Burgas.